# Бенедетто Марчелло
Бенеде́тто Марче́лло (італ. Benedetto Marcello; 24 липня 1686, Венеція — 24 липня 1739, Брешія) — італійський композитор, музичний письменник, юрист і державний діяч, поет. Брат композитора Алессандро Марчелло.

## Біографія
Народився у знатній венеційській родині, був одним з найосвіченіших людей Італії. Протягом багатьох років займав важливі державні посади (член Ради сорока — найвищого судового органу Венеційської республіки, військовий інтендант у місті Пола, папський камергер). Разом з тим його завжди приваблювала музика. Музичну освіту здобув під керівництвом Франческо Гаспаріні і Антоніо Лотті. Вже в молодості Марчелло вважався одним з найкращих композиторів Венеції.
Його іменем названо Венеційську консерваторію .

## Творчість
Бенедетто Марчелло писав твори в різних жанрах, створивши дуже значну кількість вокальних творів (у тому числі 6 ораторій, близько 400 сольних кантат, понад 80 вокальних дуетів, 9 мес і близько 30 окремих церковних піснеспівів), 7 невеликих опер, безліч інструментальних творів (17 концертів і 7 симфоній для струнних, а також скрипкові, флейтові, клавірні і тріо-сонати).
Найвідомішим твором Б. Марчелло стали його 50 псалмів для 1-4 голосів і basso continuo (1724—1726) під назвою «Поетично-гармонійне натхнення» («Estro poetico-armonico»).
Відомий Марчелло і як автор опублікованого в 1720 році (без зазначення автора) знаменитого сатиричного твору «Модний театр» (італ. ll Teatro alia moda), спрямованого проти численних умовностей італійської опери того часу. У цій книзі Марчелло писав, що музика опер була поганою, а драма — просто жалюгідною.